# Liliana Vanegas
Liliana Vanegas (San Vicente, Antioquia, 1984) es una actriz y cantante colombiana reconocida por interpretar a Dayra en la exitosa novela colombiana Rosario Tijeras. También participó en la telenovela Tres milagros telenovela .  La Prepago de Teleset. Serie de época, Las Villamizar del Canal Caracol en el año 2022 con el personaje de Renata. Entre sombras del canal Caracol en el año 2022, con el personaje de Esther. 

## Biografía
Liliana Vanegas, nació en el municipio de San Vicente Ferrer en el oriente Antioqueño. Desde muy pequeña descubrió su vocación en las artes. En sus inicios canto en presentaciones escolares y de su municipio con el coro de su profesora de música Beatriz Quintero, inspirándola a continuar con su carrera como cantante, más adelante conociendo a Norberto Sánchez llega a cantar como corista de Los terrícolas de Venezuela, cantando también con el  Grupo Mediterráneo, entre otros. Lili Vanegas también se dedica a la pintura, especialmente óleo sobre lienzo y gran formato, sus obras ya se encuentran en varios países como México, Perú, Ecuador incluido Estados Unidos y aunque aún no tiene su visa americana y jamás ha visitado este país, sus obras son conservadas por coleccionistas privados.

Como actriz, en Colombia su carrera dio inicio a comienzos de la década de 2010, interpretando el personaje de Dayra en la serie Rosario Tijeras. A partir de entonces ha figurado en producciones para televisión como Tres Milagros, La prepago, La viuda negra, El Capo, Tu voz estéreo, Puertas al más allá de Discovery Chanel, protagonizando también la serie Barbarie para la universidad piloto de Colombia.  En 2011 protagonizó la Película Colombiana  [En Coma], rodada en el año 2009 .
En la actualidad vive felizmente soltera creando sus obras de arte al lado de su hija Luna, disfrutando orgullosa del los resultados de su trabajo como madre y la calidad de tiempo dedicado en sacar a su hija adelante, desde que nació tuvo que hacerse cargo y desde ese momento Luna ha sido el proyecto más importante en su vida.  
En el  año 2021 hizo parte de la superproducción del canal caracol " Las Villamizar " y actualmente 2022 disfruta de compartir set de grabación con grandes actores que admira y en sus inicios fueron inspiración.

## Formación artística
- Fundamentación en técnica vocal, certificado por el SENA, Instructor Diego Rojas Ortega.2023
- Habilidades para la vida, certificado por el SENA, Instructora Sirledy Esther Guzmán Escobar.2023
- ENGLISH DOES WORK 1 Certificado por el SENA, Instructor Juan Carlos Bahamon.2023
- Teatro, Bellas artes.2023
- Taller de creación de personajes con Victoria Hernández 2022
- Taller técnica vocal y actuación Americana. Norman Karin. 2015
- Taller actuación y teatro. Farley Velázquez. 2009
- Taller percusión y movimiento trabajo corporal.2009
- Taller solución impro. 2010
- Guion, Actuación para cine y televisión. 2006-2009
- Taller actuación para cine y TV, creación de personaje. Edgardo Román. 2008

## Filmografía

### Televisión
| Año       | Título              | Personaje      | Canal             |                    |
| --------- | ------------------- | -------------- | ----------------- | ------------------ |
| 2022      | Las Villamizar      | Renata         | Canal Caracol     |                    |
| 2022      | 2022                | Entre sombras  | Esther            | Canal Caracol      |
| 2016      | 2022                | Tu voz estereo |                   | Caracol Televisión |
| 2014      | La viuda negra      |                | UniMás            |                    |
| 2013      | Puertas al más allá | Diana          | Discovery Channel |                    |
| 2013      | La prepago          | Verushka       | Canal RCN         |                    |
| 2012-2013 | El capo 2           | Farina         | Canal RCN         |                    |
| 2012-2013 | Corazones blindados | Sabina         | Canal RCN         |                    |
| 2011-2012 | Tres milagros       | Alférez Triana | Canal RCN         |                    |
| 2010      | Barbarie            |                | Serie web         |                    |
| 2010      | Rosario Tijeras     | Dayra          | Canal RCN         |                    |
| 2010      | Amor en custodia    | Carmen         | Canal RCN         |                    |

### Cine
| Año  | Título  | Personaje                                                | Nota |
| ---- | ------- | -------------------------------------------------------- | ---- |
| 2011 | En coma | Ilana Méndez Se rodó en 2009 y se estrenó en el año 2011 |      |

### Comerciales
| Año  | Título                                                                 | Nota |
| ---- | ---------------------------------------------------------------------- | ---- |
| 2018 | LG Imagen                                                              |      |
| 2017 | Rutinas de la Pasión campaña publicitaria, Teatro en vivo virtualmente |      |
| 2012 | BINNER- La Productora DC                                               |      |